# Ignatius Ganago
Ignatius Kpene Ganago (* 16. Februar 1999 in Douala) ist ein kamerunischer Fußballspieler, der seit September 2022 beim französischen Erstligisten FC Nantes unter Vertrag steht und aktuell an New England Revolution ausgeliehen ist. Der Offensivspieler ist seit Oktober 2019 kamerunischer Nationalspieler.

## Karriere

### Verein
Der in Douala geborene Ignatius Ganago stammt aus der renommierten Jugendakademie École de Football Brasseries du Cameroun, in der bereits spätere Stars wie Samuel Eto’o, Geremi Njitap oder Rigobert Song spielten. Im Juli 2017 wechselte er in die Jugend des OGC Nizza, wo er der Reservemannschaft zugewiesen wurde. Dort zeigte er bereits früh gute Leistungen und aufgrund dessen wurde er bereits im August 2017 erstmals in die erste Mannschaft beordert. Am 22. August 2017 debütierte er bei der 0:2-Heimniederlage gegen den SSC Neapel in der Qualifikation zur UEFA Champions League bei den Herren, als er in der 77. Spielminute für Mario Balotelli eingewechselt wurde. Beim 4:0-Heimsieg gegen den AS Monaco in seinem ersten Ligaspiel für die Aiglons konnte er nach seiner Einwechslung den letzten Treffer der Partie erzielen. Anschließend war er in einigen Pflichtspielen im Einsatz, wurde aber alsbald wieder der Reserve zugewiesen. Insgesamt bestritt er in dieser Spielzeit 11 Pflichtspiele für die erste Mannschaft, in denen er einen Torerfolg verbuchen konnte. Für die zweite Auswahl in der Championnat National 2 traf er in 12 Ligaspielen acht Mal.
Auch in seinem ersten Ligaspiel in der folgenden Saison 2018/19 konnte er treffen, als er im Auswärtsspiel gegen SM Caen in der 82. Spielminute zum 1:1-Endstand traf. Ab Oktober 2018 kam er regelmäßig als Einwechselspieler zum Einsatz, konnte aber erst zum Saisonende wieder einen Treffer erzielen. Insgesamt absolvierte er in dieser Spielzeit 20 Ligaspiele, in denen er zwei Tore machte. Diesen Status behielt er auch in der folgenden Saison 2019/20 bei und kam regelmäßig in der Rotation zum Einsatz. Er erzielte in 26 Ligaspielen drei Tore und bereitete einen weiteren Treffer vor.
Am 10. Juli 2020 wechselte Ignatius Ganago zum Ligue-1-Aufsteiger RC Lens, wo er einen Vierjahresvertrag unterzeichnete. Sein Debüt gab er am 23. August 2020 (1. Spieltag) bei der 1:2-Auswärtsniederlage gegen den ehemaligen Arbeitgeber OGC Nizza. Zwei Wochen später erzielte er beim überraschenden 1:0-Heimsieg gegen Paris Saint-Germain das einzige Tor des Tages.
Im September 2022 schloss sich der Kameruner dem FC Nantes an. In seiner ersten Saison kam er dort hauptsächlich als Einwechselspieler zum Einsatz, absolvierte jedoch insgesamt 28 Ligaspiele. Auch in der darauffolgenden Spielzeit 2023/24 war seine Rolle zunächst ähnlich, bis er sich am 13. Spieltag einen Kreuzbandriss zuzog und infolgedessen für den Rest der Saison ausfiel. In der Saison 2024/25 kam er nach seiner Rückkehr fast ausschließlich in kurzen Jokereinsätzen zum Einsatz. Im Januar 2025 wechselte Ganago auf Leihbasis bis Saisonende zu New England Revolution in die Major League Soccer.

### Nationalmannschaft
Am 12. Oktober 2019 bestritt Ignatius Ganago beim 0:0-Unentschieden im freundschaftlichen Länderspiel gegen Tunesien sein Länderspieldebüt für die kamerunischer Nationalmannschaft.